# Разрешение (оптика)

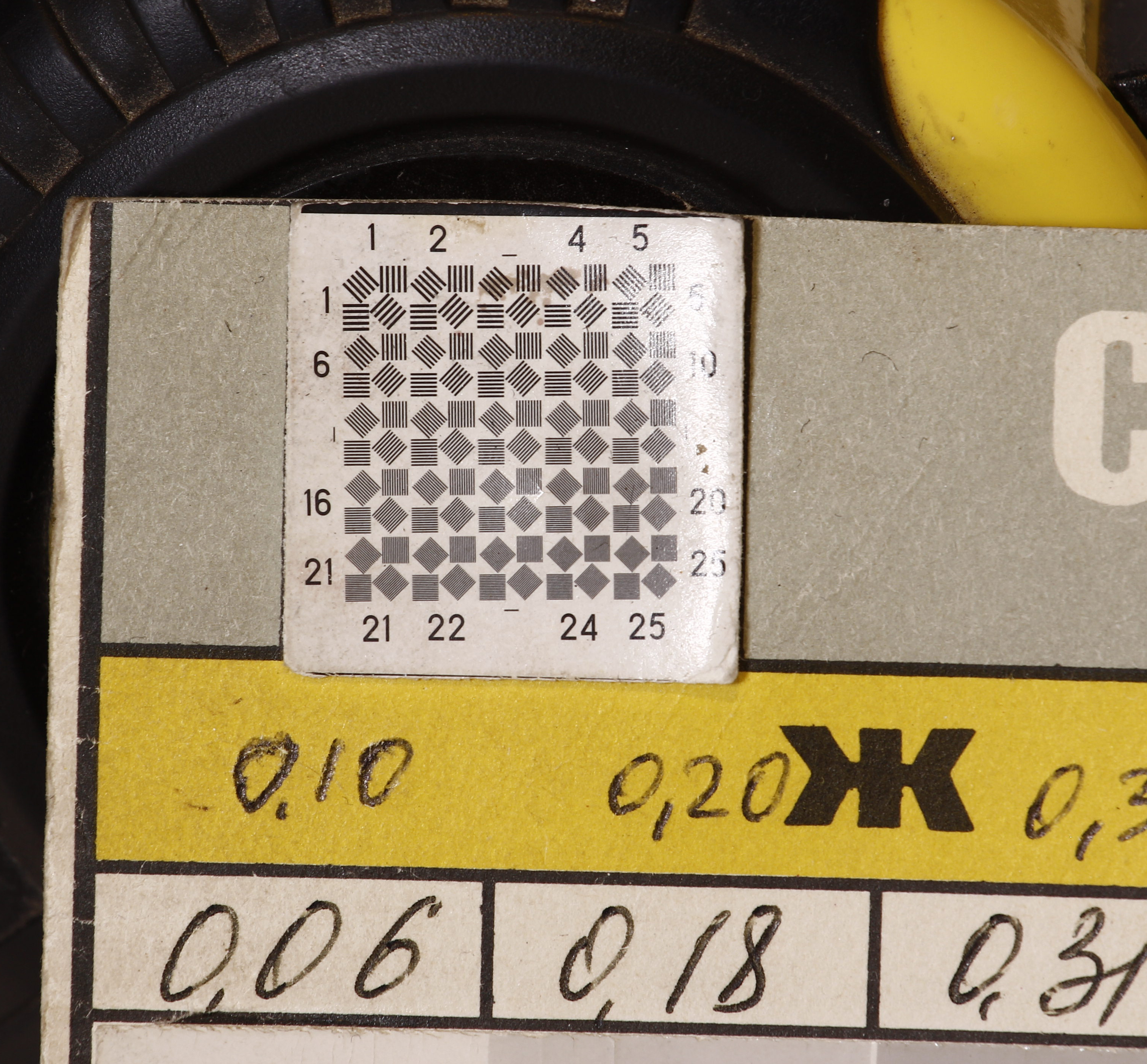
Мира для определения разрешающей способности оптики на серой шкале «НШ-2»

Разреше́ние — способность оптического прибора воспроизводить изображение близко расположенных объектов.

## Угловое разрешение
Угловое разрешение — минимальный угол между объектами, который может различить оптическая система.
Способность оптической системы различать точки изображаемой поверхности, например:
Угловое разрешение: 1′ (одна угловая минута, около 0,02°) соответствует площадке размером 29 см, различимой с расстояния в 1 км
или одной печатной точке текста на расстоянии 1 м.

## Линейное разрешение
Линейное разрешение — минимальное расстояние между различимыми объектами в микроскопии.

## Критерий Рэлея

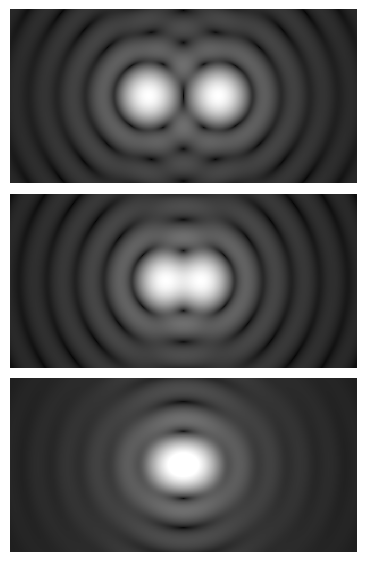
Картины дифракции Эйри, создаваемые светом от двух точечных источников, проходящих через круглую апертуру, например зрачок глаза. Можно выделить точки, находящиеся далеко друг от друга (вверху) или отвечающие критерию Рэлея (в центре). Точки ближе, чем критерий Рэлея (внизу), различить сложно.

Разрешение системы формирования изображения ограничено либо аберрацией, либо дифракцией, вызывающей размытие изображения. Эти два явления имеют разное происхождение и не связаны между собой. Аберрацию можно объяснить исходя из геометрической оптики и, в принципе, её устраняют путем повышения оптического качества системы. С другой стороны, дифракция возникает из-за волновой природы света и определяется конечной апертурой оптических элементов. Круглая апертура линзы аналогична двумерной версии эксперимента с одной щелью. Свет, проходящий через линзу, интерферирует сам с собой, создавая кольцевую дифракционную картину, известную как узор Эйри, если волновой фронт проходящего света считается сферическим или плоским на выходе апертуры.
Взаимодействие между дифракцией и аберрацией характеризуют функцией рассеяния точки (PSF). Чем у́же апертура линзы, тем больше вероятность того, что в PSF преобладает дифракция. В этом случае угловое разрешение оптической системы оценивается (по диаметру апертуры и длине волны света) по критерию Рэлея, определённому лордом Рэлеем: два точечных источника начинают считаться разрешимыми, когда главный дифракционный максимум диска Эйри одного изображения совпадает с первым минимумом диска Эйри другого изображения (показано на прилагаемых фотографиях). Если расстояние больше, то две точки хорошо разрешаются, а если меньше, они считаются неразрешенными. Рэлей установил этот критерий для источников одинаковой интенсивности.
Учитывая дифракцию через круглую апертуру, выражение для предельного углового разрешения записывается в виде
{\displaystyle \theta =1.22{\frac {\lambda }{D}}}
где θ — угловое разрешение (в радианах), λ — длина волны света, а D — диаметр апертуры линзы. Коэффициент 1,22 получен из расчета положения первого темного круглого кольца, окружающего центральный диск Эйри в дифракционной картине. Точнее это число равно 1.21966989. . . (A245461), первый нуль функции Бесселя первого рода {\displaystyle J_{1}(x)} делённый на π.
Формальный критерий Рэлея близок к пределу эмпирической разрешающей способности, найденному ранее английским астрономом Дейвсом, который тестировал людей-наблюдателей на близких двойных звёздах равной яркости. Результат «θ» = 4,56/«D», где «D» в дюймах и «θ» в угловых секундах, немного уже, чем рассчитанный с помощью критерия Рэлея. Расчёт с использованием дисков Эйри в качестве функции рассеяния точки показывает, что в пределе Дайвса между двумя максимумами имеется провал на 5 %, тогда как по критерию Рэлея наблюдается провал на 26,3 % Современные методы обработка изображений, включая деконволюцию функции рассеяния точки, позволяют разрешать двойные источники с ещё меньшим угловым расстоянием.
Угловое разрешение можно преобразовать в пространственное разрешение Δ ℓ путем умножения угла (в радианах) на расстояние до объекта. Для микроскопа это расстояние близко к фокусному расстоянию f объектива. В этом случае критерий Рэлея принимает вид
{\displaystyle \Delta \ell =1.22{\frac {f\lambda }{D}}} .
Другими словами это радиус в плоскости изображения наименьшего пятна, на которое можно сфокусировать коллимированный луч света, который также соответствует размеру наименьшего объекта, который может разрешить линза. Этот размер пропорционален длине волны λ, поэтому, например, синий свет может быть сфокусирован в пятно меньшего размера, чем красный свет. Если линза фокусирует луч света с конечной поперечной протяженностью (например, лазерный луч), значение D соответствует диаметру светового луча, а не линзы. Поскольку пространственное разрешение обратно пропорционально D, то это приводит к несколько неожиданному результату: широкий луч света можно сфокусировать в пятно меньшего размера, чем узкое. Этот результат связан с фурье-свойствами линзы.

## Зависимость разрешения при фотографировании от свойств оптической системы
При фотографировании с целью получения отпечатка или изображения на мониторе, суммарная разрешающая способность определяется разрешением каждого этапа воспроизведения объекта.

### Способы определения разрешающей способности в фотографии
Определение разрешающей способности производится путём фотографирования специального тестового объекта (миры). Для определения разрешающей способности каждого из элементов, принимающих участие в техническом процессе получения изображения, измерения проводят в условиях, когда погрешности от остальных этапов пренебрежимо малы.

### Разрешающая способность первичного материального носителя

#### Фотографическая эмульсия
Разрешающая способность фотографической плёнки или киноплёнки зависит, главным образом, от её светочувствительности и может составлять для современных плёнок от 50 до 100 лин/мм. Специальные плёнки (Микрат-200, Микрат-400) имеют разрешающую способность, обозначенную числом в названии.

#### Матрицы цифровых фотоаппаратов
Разрешение матриц зависит от их типа, площади и плотности фоточувствительных элементов на единицу поверхности.
Оно нелинейно зависит от светочувствительности матрицы и от заданного программой уровня шума.
Важно, что современная иностранная трактовка линий миры считает пару чёрная и белая полоса — за 2 линии, — в отличие от отечественных теории и практики, где каждая линия всегда считается разделенной промежутками контрастного фона толщиной, равной толщине линии.
Некоторые фирмы — производители цифровых фотоаппаратов, в рекламных целях пытаются повернуть матрицу под углом в 45°, достигая определённого формального повышения разрешения при фотографировании простейших горизонтально-вертикальных мир. Но если использовать профессиональную миру, или хотя бы повернуть простую миру под тем же углом, становится очевидным, что повышение разрешения — фиктивное.

### Получение конечного изображения
Разрешающая способность современных принтеров измеряется в точках на миллиметр (dpmm) или на дюйм (dpi).

#### Струйные принтеры
Качество печати струйных принтеров характеризуется:
- Разрешением принтера (единица измерения DPI)
- Цветовым разрешением системы принтер-краска-цветовые профиля ICC (цветовые поля печати). Цветовые поля печати в большей степени ограничиваются свойствами используемой краски. В случае необходимости принтер можно перевести практически на любую краску, которая подходит к типу используемых в принтере печатных головок, при этом может понадобиться перенастройка цветовых профилей.
- Разрешением отпечатанного изображения. Обычно очень сильно отличается от разрешения принтера, так как принтеры используют ограниченное количество красок, максимум 4…8 и для получения полутонов применяется мозаичное цветосмешение, то есть один элемент изображения (аналог пикселя) состоит из множества элементов печатаемых принтером (точки — капли чернил)
- Качеством самого процесса печати (точность перемещения материала, точность позиционирования каретки и т. п.)

Для измерения разрешающей способности струйных принтеров, в быту, принята единственная единица измерения — DPI, соответствующая количеству точек-физических капель краски на дюйм отпечатанного изображения. В действительности реальное разрешение струйного принтера (видимое качество печати) зависит от гораздо большего числа факторов:
- Управляющая программа принтера в большинстве случаев может работать в режимах, обеспечивающих очень медленное перемещение печатающей головки и как следствие, при фиксированной частоте спрыска краски дюзами печатающей головки, получается очень высокое «математическое» разрешение отпечатанного изображения (иногда до 1440 × 1440 DPI и выше). Однако следует помнить что реальное изображение состоит не из «математических» точек (бесконечно малого диаметра), а из реальных капель краски. При непомерно высоком разрешении, более 360…600 (приблизительно) количество краски, наносимой на материал, становится чрезмерным (даже если принтер оборудован головами, создающими очень мелкую каплю). В итоге, для получения изображения заданной цветности, заливку приходится ограничивать (то есть возвращать количество капель краски в разумные пределы). Для этого используются как заранее сделанные настройки, вшиваемые в цветовые профиля ICC, так и принудительное уменьшение процента заливки.
- При печати реального изображения дюзы постепенно блокируются внутренними факторами (попадание пузырьков воздуха вместе с краской, поступающей в дюзы печатающей головки) и внешними факторами (прилипание пыли и скопление капель краски на поверхности печатающей головки). В результате постепенного блокирования дюз появляются не пропечатанные полосы на изображении, принтер начинает «полосить». Скорость блокирования дюз зависти от типа печатающей головки и конструкции каретки. Проблема забитых дюз решается прочисткой печатающей головки.
- Дюзы спрыскивают краску не идеально вниз, а имеют небольшой угловой разброс, зависящий от типа печатающей головки. Смещение капель вследствие разброса можно компенсировать уменьшением расстояния между печатающей головкой и печатаемым материалом, но при этом следует помнить, что слишком сильно опущенная голова может цеплять материал. Иногда это приводит к браку, при особо жёстких зацепах печатающая головка может быть повреждена.
- Дюзы в печатающей головке располагаются вертикальными рядами. Один ряд — один цвет. Каретка печатает как при движении слева направо, так и справа налево. При движении в одну сторону головка последним кладёт один цвет, а при движении в другую сторону, последним кладёт другой цвет. Краска разных слоёв, попадая на материал, лишь частично смешивается, возникает флуктуация цвета, которая на разных цветах выглядит по-разному. Где-то она почти не видна, где-то она сильно бросается в глаза. На многих принтерах есть возможность печати только при движении головки в одну сторону (to Left или to Right), обратный ход — холостой (это полностью устраняет эффект «матраса», но сильно снижает скорость печати). На некоторых принтерах установлен двойной набор головок, при этом головки расположены зеркально(пример: Жёлтый-Розовый-Голубой-Чёрный-Чёрный-Голубой-Розовый-Жёлтый), такое расположение головок исключает рассматриваемый эффект, но требует более сложной настройки — сведение головок одного цвета между собой.

#### Мониторы
Измеряется в точках на единицу длины изображения на поверхности монитора (в dpmm или dpi).

## Оптические приборы

### Микроскопы
Разрешение оптического микроскопа R зависит от апертурного угла α:
{\displaystyle R={\frac {1.22\lambda }{2n\sin \alpha }}}.
где α — апертурный угол объектива, который зависит от выходного размера линзы объектива и фокусного расстояния до образца. n — показатель преломления оптической среды, в которой находится линза. λ — длина волны света, освещающего объект или испускаемого им (для флюоресцентной микроскопии). Значение n sin α также именуется числовая апертура.
Из-за накладывающихся ограничений значений α, λ, и η, предел разрешающей способности светового микроскопа, при освещении белым светом, — приблизительно 200…300 нм. Поскольку: α лучшей линзы — приближенно 70° (sin α = 0.94…0.95), учитывая также, что самая короткая длина волны видимого света является синей (λ = 450nm; фиолетовой λ = 400…433nm), и типично высокие разрешения обеспечивают линзы масляно-иммерсионных объективов (η = 1.52…1.56; по И. Ньютону 1,56 — показатель (индекс) преломления для фиолетового), имеем:
{\displaystyle R={\frac {0.61\times 450\,{\mbox{nm}}}{1.56\times 0.94}}=187\,{\mbox{nm}}}
Для других типов микроскопов разрешение определяется иными параметрами. Так, для растрового электронного микроскопа разрешение определяется диаметром пучка электронов и/или диаметром области взаимодействия электронов с веществом образца.

### Одиночный телескоп
Точечные источники, разделенные углом, меньшим углового разрешения прибора, не могут быть разрешены. У одиночного оптического телескопа угловое разрешение составляет менее одной угловой секунды, но астрономическая видимость и другие атмосферные эффекты затрудняют достижение инструментального разрешения.
Угловое разрешение телескопа R обычно аппроксимируется следующим выражением
{\displaystyle R={\frac {\lambda }{D}}}
где λ — длина волны наблюдаемого излучения, а D — диаметр объектива телескопа. Результирующее R выражается в радианах. Например, в случае жёлтого света с длиной волны 580 нм, для разрешения 0,1 угловой секунды нужен диаметр D = 1,2 м. Источники излучения, превышающие угловое разрешение, называются протяжёнными источниками или диффузными источниками, а источники меньшего размера называются точечными источниками.
Эта формула для света с длиной волны около 562 нм, также называется пределом Дайвса.

### Телескопическая решетка
Наивысшего углового разрешения можно достичь с помощью массивов телескопов, называемых астрономическими интерферометрами: эти инструменты достигают углового разрешения порядка 0,001 угловой секунды в оптическом диапазоне и гораздо более высокого разрешения в диапазоне длин волн рентгеновского излучения. Для получения изображений с синтезом апертуры требуется большое количество телескопов, расположенных в 2-мерном порядке с точностью размеров лучше, чем доля (0,25x) требуемого разрешения изображения.
Угловое разрешение R решетки интерферометров обычно можно аппроксимировать следующим образом:
{\displaystyle R={\frac {\lambda }{B}}}
где λ — длина волны наблюдаемого излучения, а B — длина максимального физического разделения телескопов в решетке, называемая базовой линией.
Например, чтобы сформировать изображение в жёлтом свете с длиной волны 580 нм, для разрешения 1 миллисекунды, нужны телескопы, расположенные в массиве из 120 м × 120 м с пространственной точностью лучше 145 нм.